# فتح نامه
فتح نامه (فارسية تعني "كتاب الفتح") هي مقطوعة موسيقية فارسية من سلطنة مغول الهند منسوبة إلى غورو جوبيند سينغ. وقد اُحتُويَت داخل دسن غرنث [الإنجليزية].

## التاريخ

### التعبير
يُعتقد أن هذه المقطوعة الموسيقية نشأت كرسالة أرسلها المعلم إلى السلطان المغولي أورنجزيب في وقت ما بعد معركة تشامكور الثانية. يعتقد البعض أن هذه الرسالة قد كُتبت وأُرسلت قبل أن يعلم المعلم بالإعدامات خارج نطاق القضاء التي تعرض لها ابناه الأصغران زوراوار سينغ [الإنجليزية] وفاتح سينغ [الإنجليزية]، في البلاط المغولي. وفقًا لبعض الآراء، فقد كتبها وأرسلها المعلم الروحي قبل كتاب خطاب ظفر نامه [الإنجليزية] الأكثر شهرة وتذكرًا، والذي تم إرساله بعد ذلك. ويعتبر بعض العلماء أن فتح نامه جزء من ظفرنامه.

### الإرسال
أُرسل فتح نامه من موقع لاما جاتبورا في منطقة جاغراون في مقاطعة لوديانا الغربية الحالية. وفقًا لآخرين، فقد تم كتابتها وإرسالها من ماتشيوارا [الإنجليزية]. تم إرسال بهاي دايا سينغ [الإنجليزية] من المعلم الروحي لتسليم الرسالة إلى أورنجزيب. وكان يعاونه القس صياد ونبيه خان وغاني خان.

## موارد
- يمكن تنزيل نسخة كاملة من فاتحة نامه (باللغة الفارسية الأصلية والترجمة الغورموخية والترجمة الإنجليزية) من الرابط